# 黄海海战 (1894年)
黄海海战是甲午战争中双方海军主力在黄海北部大鹿岛附近海域及大连庄河黑石礁西战场进行的决战，亦称大东沟海战。北洋水师在海战的最高潮阶段被日本联合舰队本队和第一游击队面对面包围夹击，损失惨重。其后丁汝昌避免与日本海军再次决战，黄海制海权落入日本联合舰队之手，日本帝国陆军得以执行花园口登陆及荣成湾登陆作战。

## 双方海军戰力
1894年，清廷的洋務運動進行了三十餘年後，清朝水師分为北洋、南洋、福建和广东四支水师，其中北洋水师实力最为强大。战前李鸿章为预做准备，要求广东水师（时任两广总督为李鸿章胞兄李翰章）派舰北上与北洋水师合练（称“南北洋会操”），因此广东水师的三艘穹甲巡洋艦广甲、广乙、广丙滞留北洋水师并参加了海战。其余两个舰队以及广东水师其余军舰并未参与甲午战争。
日本海军各支舰队于甲午战争爆发前夕统一整编为联合舰队，由伊东祐亨担任联合舰队司令。联合舰队分为本队和第一游击队，其中第一游击队航速快。而联合舰队在战前大量装备“苦味酸”烈性炸药炮弹，此种炮弹无论铁木中弹即燃，在黄海海战中造成来远等舰的木质甲板大火。时值海军军备变革时期，联合舰队参战10艘军舰中5艘装备了新式大口径速射炮。然而，因為各支水师的負責官員，除經手貪污其砲彈經費外，尤其户部尚书翁同龢因與李鴻章之私人恩怨而阻撓給北洋艦隊撥款，導致在戰爭前夕北洋艦隊在軍備上已遠遠落後日艦。北洋海军屡请拨款将老式架退后膛炮更换为新式大口径速射炮，概无回音。

## 双方交战陣容

### 联合舰队舰艇

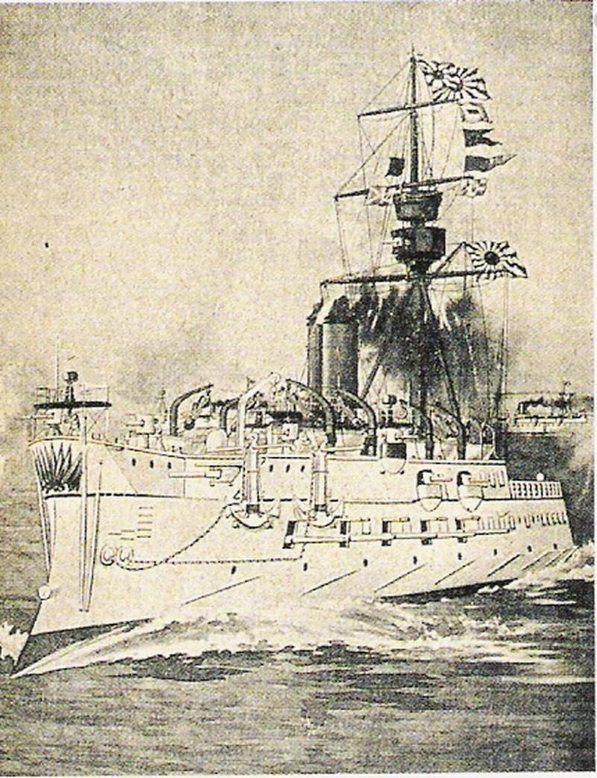
聯合艦隊的旗艦是法製的巡洋艦松岛號

:306-307
| 舰名       | 舰種       | 排水量（噸） | 航速（節） | 火砲口徑 （速）= 速射炮 X 數量 （公釐X門） | 艦長               | 其他                            |
| 第一游击队 | 第一游击队 | 第一游击队   | 第一游击队 | 第一游击队                                 | 第一游击队         | 第一游击队                      |
| ---------- | ---------- | ------------ | ---------- | ------------------------------------------ | ------------------ | ------------------------------- |
| 吉野       | 巡洋艦     | 4216         | 22.5       | 152 （速） X 4 120 （速） X 8              | 河原要一大佐       | 第一游击队旗艦 司令坪井航三少将 |
| 高千穂     | 巡洋艦     | 3709         | 18         | 260 X 2 150 X 6                            | 野村貞大佐         |                                 |
| 浪速       | 巡洋艦     | 3709         | 18         | 260 X 2 150 X 6                            | 东乡平八郎大佐     |                                 |
| 秋津洲     | 巡洋艦     | 3190         | 19         | 152（速） X 4 120（速） X 6                | 上村彥之丞少佐     |                                 |
| 本隊       |            |              |            |                                            |                    |                                 |
| 松岛       | 海防艦     | 4278         | 16         | 320 X 1 120（速） X 12                     | 尾本知道大佐       | 联合舰队旗艦 司令伊东祐亨中将   |
| 严岛       | 海防艦     | 4278         | 16         | 320 X 1 120（速） X 11                     | 横尾道昱大佐       |                                 |
| 桥立       | 海防艦     | 4278         | 16         | 320 X 1 120 X 2                            | 日高壮之丞大佐     |                                 |
| 千代田     | 铁甲巡洋艦 | 2439         | 19         | 120（速） X 10                             | 内田正敏大佐       |                                 |
| 扶桑       | 铁甲巡洋艦 | 3777         | 13         | 240 X 4 170 X 2                            | 新井有貫大佐       |                                 |
| 比叡       | 铁甲巡洋艦 | 2284         | 13         | 170 X 2 150 X 6                            | 樱井规矩之左右少佐 |                                 |
| 赤城       | 砲艦       | 622          | 10         | 120 X 4                                    | 坂元八郎太少佐 †   |                                 |
| 西京丸     | 代用巡洋艦 | 4100         | 15         | 120 X 1                                    | 鹿野勇之進少佐     | 武装商船 军令部部长桦山资纪     |

### 北洋水師舰艇

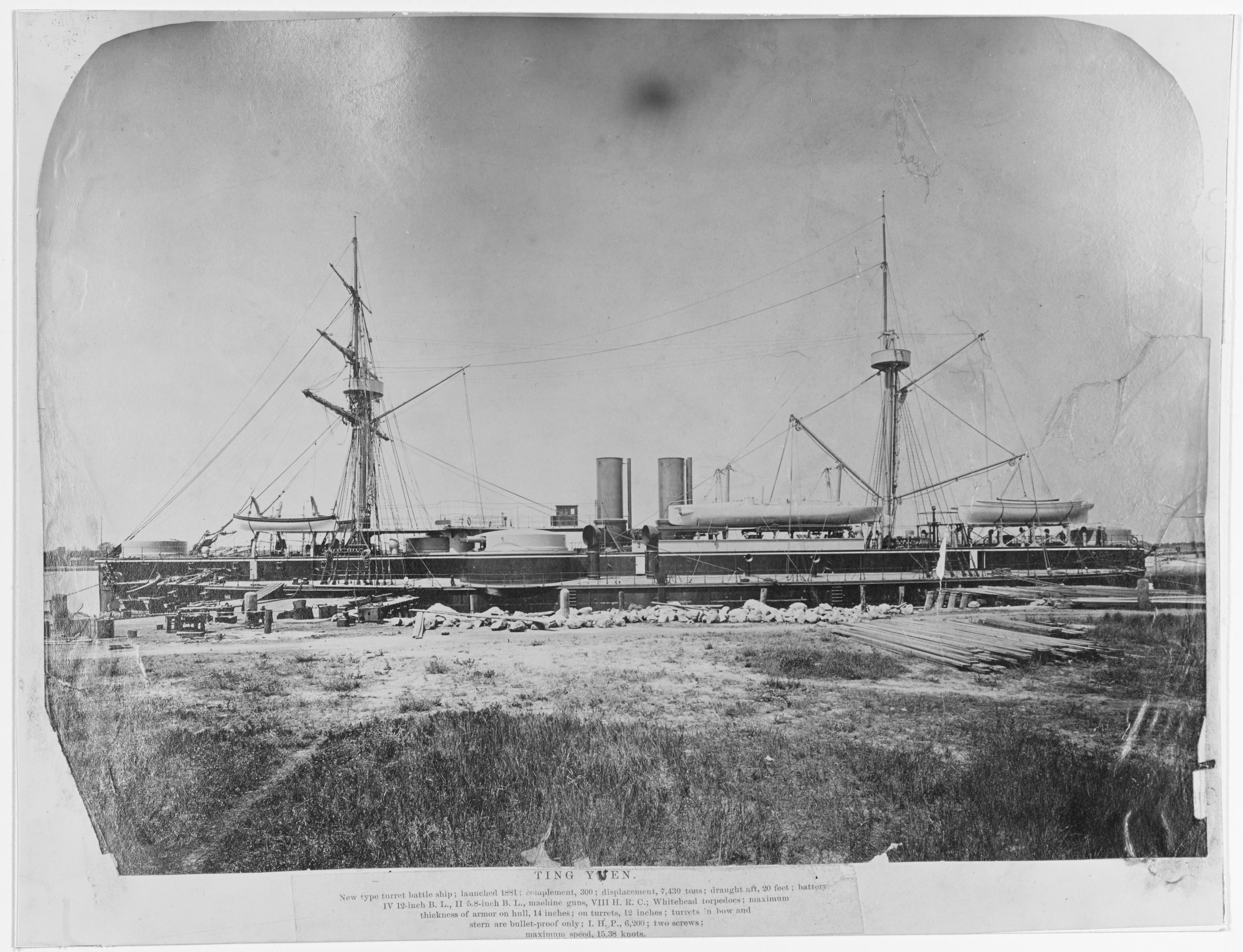
北洋水师的旗艦是德製的铁甲舰定遠號

:305
| 艦名 | 艦種       | 排水量（噸） | 航速（節） | 火砲口徑 （速）= 速射炮 X 數量 （公釐X門） | 管带           | 其他                      |
| ---- | ---------- | ------------ | ---------- | ------------------------------------------ | -------------- | ------------------------- |
| 定遠 | 鐵甲炮塔艦 | 7335         | 14.5       | 305 X 4 150 X 2                            | 右翼总兵劉步蟾 | 北洋水师旗艦 提督：丁汝昌 |
| 镇远 | 鐵甲炮塔艦 | 7335         | 14.5       | 305 X 4 150 X 2                            | 左翼总兵林泰曾 |                           |
| 经远 | 鐵甲巡洋艦 | 2900         | 15.5       | 210 X 2 150 X 2                            | 副将林永昇 †   |                           |
| 来远 | 鐵甲巡洋艦 | 2900         | 15.5       | 210 X 2 150 X 2                            | 副将邱宝仁     |                           |
| 致远 | 巡洋艦     | 2310         | 18         | 210 X 3 150 X 2                            | 副将邓世昌 †   |                           |
| 靖远 | 巡洋艦     | 2310         | 18         | 210 X 3 150 X 2                            | 副将叶祖珪     |                           |
| 濟遠 | 巡洋艦     | 2310         | 15         | 210 X 2 150 X 1                            | 副将方伯谦     |                           |
| 平遠 | 鐵甲巡洋艦 | 2200         | 11         | 260 X 1 150 X 2                            | 都司李和       |                           |
| 超勇 | 巡洋艦     | 1350         | 15         | 250 X 2                                    | 参将黄建勋 †   |                           |
| 扬威 | 巡洋艦     | 1350         | 15         | 250 X 2                                    | 参将林履中 †   |                           |
| 广甲 | 巡洋艦     | 1296         | 14.2       | 150 X 2                                    | 都司吴敬荣     |                           |
| 广丙 | 巡洋艦     | 1030         | 16.5       | 120 （速）X 3                              | 都司程璧光     |                           |

- 炮舰：
  - 镇中（日语：鎮中 (砲艦)）（管带：都司林文彬）
  - 镇南（管带：都司蓝建枢）
- 鱼雷艇：
  - 福龍（管带：都司蔡廷幹）
  - 左队一（管带：都司王平）
  - 左队二（管带：守备李仕元）
  - 左队三（管带：守备郑得春）

## 丰岛海战
1894年7月25日，日本联合舰队第一游击队的吉野、浪速、秋津洲三艘巡洋舰在丰岛海域突然袭击北洋水师的济远号和广乙號两艘巡洋舰，广乙号重伤自毁，济远号败走，日舰在追击过程中遇到清军租用英籍商船运兵的高升号、炮舰操江号（运输艦）。日舰俘虏操江号，並击沉高升号，船上七百余名官兵悉数遇難，隨後甲午战争爆发。

## 大东沟海战
1894年8月1日，中日两国同时向对方宣战。雙方皆面临着相同的任务：护送援军。北洋水师主要在威海至大同江口一线巡弋。8月10日，日本联合舰队迫近威海，光绪皇帝责难提督丁汝昌“畏葸”，大臣李鸿章不得不命丁汝昌赴黄海巡航以平息皇帝的愤怒和缓解舆论的压力。9月12日，北洋水师主力舰12艘由威海出发，赴鸭绿江口的大东沟，护送陆军登陆。
与清軍在战略上“保船制敌为要”不同，日本海军在战争之前就制定了以舰队决战夺取制海权的明确计划，并在北洋水师基地进行骚扰。日本大本營在戰前依海戰結果制定了上中下三套方案，上策是若日軍取得制海权，則陸軍在山海關與天津之間登陸擊敗清軍，迅速結束戰爭，以避免西方各國干預。中策是若雙方都沒有取得制海权，則陸軍致力於佔領朝鮮。海軍軍令部相信決戰勝負取決於戰術，而非軍艦的數量或質量。伊东祐亨戰前制定的戰術是將艦隊分成本队與第一游击队，增加運用彈性，速度最快、配有速射炮的新艦編入第一游击队，迎敵時全隊——特別是第一游击队——立即攻擊清軍陣形最弱的部分，之後再攻擊其餘敵艦。各艦直到進入有效射程才准開火。:69-70当日本联合舰队护送援军登陆仁川的行动完成后，9月13日，即开赴鸭绿江口，搜寻向北洋水师主力决战。
战前大量西方观察者认为中国将获胜。然而英國的中國艦隊司令埃德蒙·佛萊曼特上將說“是役也，無論噸位，兵員，艦速或速射炮，新式艦，實以日本艦隊為優”。戚其章认为这是持平之论。日本海軍顧問約翰·英格爾斯上校在戰前表示日軍在各方面已達歐洲海軍水平，中國軍艦雖多，未必能勝。
1894年9月15日
- 北洋舰队主力在丁汝昌率领下到达大连湾，护送陆军4,000人搭乘的5艘运兵船。

9月16日
- 抵达鸭绿江口大东沟外。运兵船和鱼雷艇等小型舰只进入大东港内，再由帆船舢板将士兵辎重从大东港转运经大东沟登陆朝鲜义州一带，10艘主力舰在口外12海里处下锚。

9月17日
- 7时左右，运兵船卸载完畢。主力起錨航向旅順。[15]
- 9时15分，北洋舰队开始“巳时操”一小時。[16]:586
- 10时23分，第一游击队发现北洋舰队。发出信号“东北方向发现三艘以上敌舰”。此时伊东的舰队排列为：第一游移击队吉野、高千穗、秋津洲、浪速。之后是本队的旗舰松島、千代田、厳島、橋立、比叡、扶桑，本队侧面与北洋水师相隔的是桦山资纪乘坐的西京丸（日语：西京丸）与准备用于内河侦察的炮舰赤城（日语：赤城 (砲艦)）。它们二舰本来就没人指望战斗。
- 11时30分，镇远舰桅楼上的哨兵发现日本舰队。
- 12时05分，第一游击队在先，本队在后，呈单纵阵，接近北洋水师。

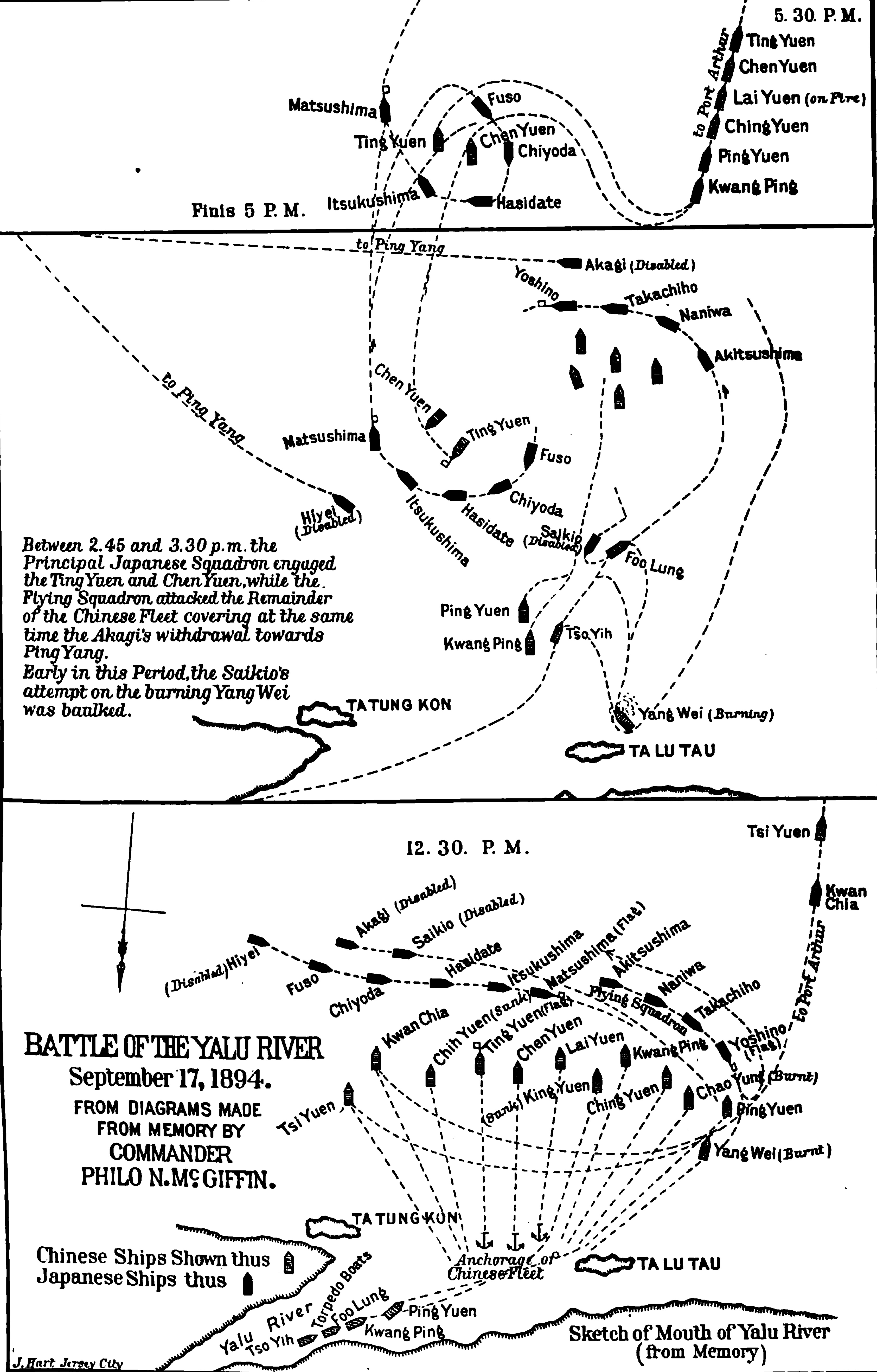
马吉芬的海战图，下北上南，注意有些错误，浪速在一游末尾而扶桑在本队末尾。平远四舰在两点后才加入战场，还有致远与定远间该有经远

- 12时20分，北洋水师在行进中由双纵阵改为横阵，旗舰定远位于中央，其余各舰在其左、右依次展开，呈楔形梯队。同时丁汝昌还发出命令：“各小队须协同行动；始终以舰首向敌；诸舰务于可能之范围内，随同旗舰运动之。” 
  - 戰場不是在鸭绿江口的大東溝，而是在大鹿岛與大洋河口、大孤山一帶海域（鸭绿江口以西約50公里），集中了两国几乎全部主力舰艇。[11]:71[17][15][18][19][16]:604
- 12时50分，双方舰队相距5300米，定远首先开炮，据戴樂爾记载这一炮令正在飞桥上的丁汝昌和戴乐尔摔落并受伤（事后戴乐尔因此短暂失明）。第一游击队在距北洋水师5000米处即向左转弯，航向北洋水师右翼，冒险将舰队暴露于北洋水师阵前。（註：有通曉日语者认为日方记载文意为：炮风导致定远飞桥垮塌）
- 12时53分，松岛开始開炮还击。定远主桅中弹，信号索具被炮火所毁，在飞桥上督战的丁汝昌身负重伤。（註：日方《天皇、天后日清战争》写实为联合舰队合围北洋水师后击毁）
  - 从此时起，北洋水师各舰除跟随定远进退之外，已经失去了指挥。
- 13时左右，第一游击队炮击超勇、扬威两舰。（日方在近距离炮击超勇、扬威时，几乎弹无虚发，用最快的时间解决战斗，日方抢得先手）
- 13时20分，超勇、扬威受第一游击队集火射击後起火。航速较慢的比叡、扶桑、赤城成为北洋舰队的打击目标。隨後比叡、赤城受重伤。第一游击队由于错误理解伊东司令要它包抄北洋水师后路的信号“回头”而左转，之后战史中此举经常被有意无意说成要回救赤城、比叡两舰。本队右转，形成夹击阵势。之后第一游击队又左转跟在本队后面。
- 14时15分，桦山資紀於西京丸发信提醒伊东，比叡、赤城危险。伊东令第一游击队再次左掉头救护回舰，反将一直被隔在北洋水师对面的西京丸暴露在火力下。
- 14时20分，西京丸中弹起火退出战场。福龙朝它发射两枚鱼雷未命中，追到40米處发射第三枚，结果鱼雷尚未来得及回到正常定深，即从西京丸下通过。超勇沉没，扬威重伤驶离战场搁浅（有记载后被济远撞沉于浅海，也有学者认为黄海海战并非济远先逃，而是广甲或扬威先逃；另外日方弱艦脱逃过程中，重创了来远，立下大功）。
- 14时30分，平远命中松岛，但也被其所伤并引起火灾，暂时退避。
- 15时04分，旗舰定远中弹起火。（北洋水师对扶桑进行冲撞，扶桑240mm砲击中定远，使其起火，无法扑灭，並迫使定远停止射击，日方围攻之）
- 15时20分，第一游击队集中炮火打击试图撞击浪速的致远[20]，致远沉没。济远、广甲在致远沉没后，迳直逃回旅顺，在距离大东沟上百公里的大连庄河黑石礁形成所谓西战场。（西战场有可能不存在）[21]第一游击队与本队分离，驶向包括济远、经远在内的西战场。
- 15时30分，松岛被镇远的305mm砲第二次击中，命中左方四号副炮炮廓，并引起弹药殉爆，迫其撤退，旗舰改成严岛；同时，本队发动了当天最为猛烈的炮击，仍然无法击沉定远、镇远。靖远、来远受伤，其中来远全舰木质甲板处处燃烧，离开战场退向附近大鹿岛。
- 17时左右，靖远、来远經抢修后回到战场。靖远代替旗舰升起队旗，收拢各舰。
- 17时30分，经远被第一游击队追堵并击沉。济远目击经远被第一游击队围堵、成功逃回旅顺。广甲在途中離岸太近触礁搁浅，两天后被日舰击毁。联合舰队发出“停止战斗”的信号，脱离战斗。（日方在作战报告中表示：如果日落晚一个小时，北洋水师就可能全军覆没）

## 海战结果

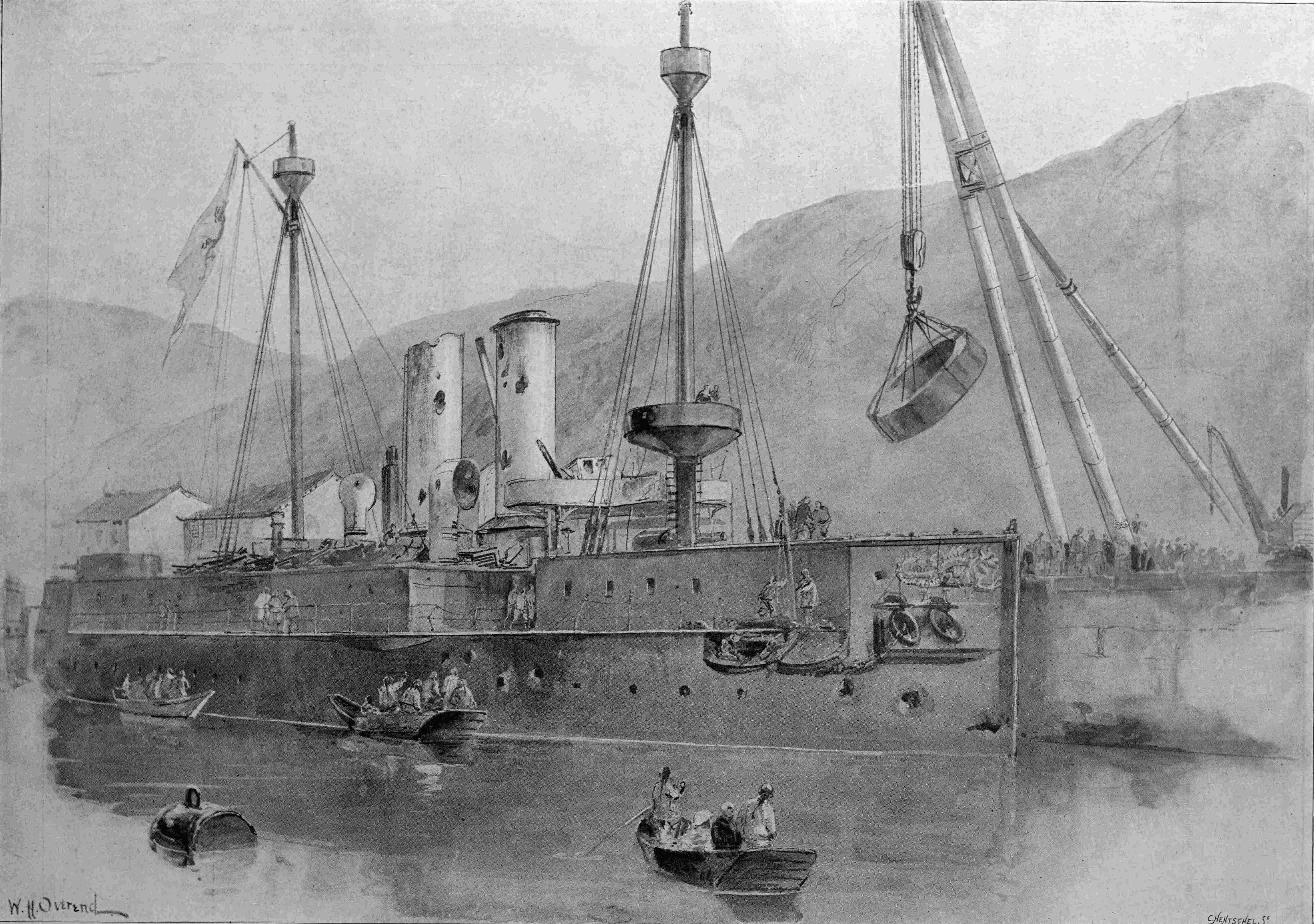
海戰後鎮遠號在旅順港修理

历时5个多小时，北洋水师损失致远、经远、超勇、扬威以及触礁后被毁的广甲5艘军舰，来远受重伤，死伤官兵600余人；日本舰队松岛、比叡、赤城、西京丸4舰受重伤，死伤官兵300余人；日本第一游击队旗舰吉野仅在海战初期被超勇或杨威实质命中一次。
战后，光绪帝命令李鸿章，要求北洋水师剩余的定远、镇远、靖远、来远、济远、平远六舰参与保卫旅顺，并寻找机會与日本舰队進行第二次决战，但被在海战中经历精神重创的丁汝昌拒绝，带领水师退保威海卫。

## 北洋水师失败归因举例
1. 火炮代差是北洋海军战败的主因。[23]甲午海战之后，英国、德国等海军强国马上将大口径后膛炮换掉，换上口径稍小、但射速要高得多的速射炮。其中152mm的速射炮作为轻巡洋舰的主炮、战列舰的副炮，这一标准一直沿用至二战结束。
2. 1894年中日海军对比，吨位34,325吨/40,840吨；航速10节/14.5节；火炮方面，300mm以上后膛炮8/3，300mm以下后膛炮33/23，后膛炮中方有优势；152mm速射炮中日对比则是0/5，而120mm速射炮则是2/33，速射炮方面几乎是日军压倒性优势。[24]
3. 倪乐雄认为，日軍單位時間火力十倍於清軍。如果日本联合舰队決定晚一小时再收兵，北洋水师将被多击沉2艘主力军舰。[25]
4. 日軍戰術發揮速度優勢。第一游击队因此在開戰時能把握時機，集中火力攻擊清軍隊形最弱的地方，並且成功追擊，擊沈一艘逃逸的敵艦。[11]:77
5. 日軍掌握了戰場主動權。單縱陣發揮了最大戰術彈性，容易執行，戰列線的整齊，充分運用了側舷火力。清軍採用的橫陣本不一定處於劣勢，但此陣要求各艦軍官嫻熟駕駛，而清軍並沒有此素質，開戰不久就隊形混亂，陷入各自為戰的局面，北洋主力還一度被日軍從兩面夾擊。[11]:77
6. 北洋海軍將領素質低於日軍。北洋海军将领大多数是福州船政学堂驾驶班早期毕业生，由于初期办学水平不足，他们在船政学堂仅接受简单的英文、算法、驾驶、测算、枪炮操法等培训。1877年春，清政府在福州船政学堂第一、二届毕业生中挑选出12人的海军留学生，打算送入格林威治皇家海军学院进行培训。但其中的刘步蟾、林泰曾、蒋超英三人到英国后因為沒參加入學考試，而黄建勋、林颖启、江懋祉三人未通过入学考试，均仅上舰实习便结束培训，只有包括严复、萨镇冰、李鼎新等六人入校。而留学生监督官李凤苞向清廷谎报，成绩排名为“甲等：刘步蟾、林泰曾、严复、蒋超英；乙等：萨镇冰、方伯谦、何心川、叶祖珪；丙等：林永升、林颖启、江懋祉、黄建勋。”刘步蟾、林泰曾二人日后成为北洋海军的主要将领。[26]进入北洋水师后，以刘步蟾为首的北洋“福州帮”军官集团，将对北洋水师严加训练的英国教官琅威理逼走[21]。
7. 北洋軍艦中彈遠多於日軍。日軍中彈最多的是赤城號，中彈30發，餘艦中有7艘中彈是個位數。相比之下，北洋除濟遠號因先逃而中彈15發，其餘各艦中彈都在百發以上，鎮遠號、來遠號中彈至少二百發，被击沉各艦中彈也至少二百發。清軍射擊命中率很低。[27]

## 影响
黄海海战是海军发展到铁甲舰时代后的一次大规模海上舰队决战，颇受世界各国海军界人士的重视。
- 北洋海军的两艘铁甲舰显示了防御能力的优势，厚装甲无一处被击穿。战列舰依然是海军中不可替代的主力舰。安装重型火炮的相对小型战舰在海战中效用不高。

- 北洋海军在大口径火炮方面占优势，但射速较低。联合舰队各主力舰均装备了中口径速射炮，通过速射炮的密集炮火弥补了其大口径火炮的不足。对19世纪末海军的武备发展产生重大影响。此役后各国海军设计的战舰，均重视提高大口径火炮的射速，并强化中口径速射炮的火力。

- 海战双方都针对性选择了不同的阵型。联合舰队采用单纵阵有良好协调性。北洋海军依據19世紀後半流行一時的衝角戰術，各舰舰首向敌，因对准不同的军舰，出现阵形紊乱导致各自为战的局面。各国海军得出结论，海战中最重要的是阵型的整齐与协调。

- 联合舰队在海战中机动性占有优势，第一游击队编队航速达到15－18海里，海战中进退自如，始终掌握着选择进攻目标与时机的主动权，為北洋海軍最強敵艦，吉野艦更一直保持著強大的戰鬥力。

- 黄海海战北洋取横阵并不是仅仅“沿袭旧制的冲角战术”而是根据具体情况制定的，北洋舰队大口径火炮占优，而多布置在艏部，因此要发挥火力则更适宜采取横阵。纵阵比起横阵对于军舰航速及指挥的要求更高。北洋水师的作战受开战之初丁汝昌受重伤导致的指挥混乱的影响很大，近年来的研究发现，丁汝昌受伤并非定远舰主炮射击震动所致，飞桥毁坏应当是120毫米速射弹所致。虽然更近于偶然，但北洋水师的问题在于没有在定远或者镇远上预先建立後备领导團隊，此可能跟派系斗争有关。此役后基本上所有国家（包括日本）都认识到巨炮重甲的巨大威力，大力发展战列舰。但是中口径速射炮仍然对于强装甲舰的防护薄弱部、船上人员有可观的破坏力，所以英国之后曾经出现了一种全装备中口径速射炮的设计。

- 關於黃海海戰的勝負，由於北洋海軍損失較重且於海戰中盤後呈瓦解之勢，因此常久以來的主流見解為此役為北洋海軍大敗；然而近年亦有軍事學者紐先鐘主張：北洋海軍此次出航的原始目的（為兵輪護航）獲得了成功，而日本聯合艦隊原本寄望以一役消滅北洋海軍主力的企圖卻並未達成，再加上日軍在旗艦松島中彈受創後主動退出戰場，因此視此役的結果為兩軍打平，甚至是中方獲得戰略層次上的勝利亦不為過。[28]目前这种观点尚未取得很多共鸣。由於北洋海軍僅在旅順有乾塢，而旅順不久落入日軍手中，北洋因此無法修復船艦，北洋海軍總督丁汝昌也在斯役後令艦隊以存在艦隊形式停泊威海衛不出，終使中方喪失甲午戰爭之制海權，最終導致北洋海軍之覆滅。

- 此战使日本国民极其振奋，松岛的三等水兵、下甲板前弹库员[29]三浦虎次郎（日语：三浦虎次郎）在重伤弥留之际，询问长官“难道定远还没有沉吗？”得到回答“我们把它打得动弹不得了。”而死去，为此产生了军歌《勇敢的水兵》。

黄海海战给了西方军事与造船工业予以巨大启发，此后西方各国更加注重火炮倍径与口径的提高，另外在一战、二战中各国海军都承袭了联合舰队在黄海海战中采用的分队战术，联合舰队在世界海军历史上都是值得大书特书的。
黄海海战的失利虽然不会导致大清帝国灭亡，但是直接导致了台湾及朝鲜半岛被日军侵占，对于日本而言，无疑是进入世界强国最好的历史机遇，另外，俄国与日本的矛盾也逐渐尖锐起来。

## 相关影視作品
- 1960年由中国长春电影制片厂拍摄的电影《甲午风云》完成于1962年，是中国第一部有关北洋水师、甲午海战的影视作品，涉及了丰岛海战与黄海海战。由浦克扮演的丁汝昌和李默然扮演的邓世昌的形象广为流传。然而由于是1960年拍摄，对历史的诠释受意识形态影响很大，很多情节并非史实。如邓世昌并非主战派，李鸿章和刘步蟾也不是投降派，而且刘步蟾是大东沟海战的实际总指挥。[8]此外，剧中日本间谍被美国庇护的桥段也不符合史实，美国政府因答应中日两国政府请求负责保护在日华侨和在华日侨，因此曾试图为间谍石川伍一（日语：石川伍一）求情。但清朝政府强硬照会美国政府“其安分侨民自当照约保护，而此等奸细不在保护之列，亦必从严惩治，已符公法”，在清朝强硬态度下，石川伍一于1894年9月20日被处决，行刑方式为“按公法以洋枪击毙”。[30]
- 十二集电视连续剧《北洋水师》拍摄于1992年。其中三集内容涉及了黄海海战。
- 1993年62集电视剧《戏说慈禧》，其中54-56集有涉及甲午战争。
- 2003年的五十九集电视连续剧《走向共和》，其中第十一集主要涉及中日甲午战争，以黄海海战为主。
- 由中影集团、时代出版传媒集团、国家电影频道联合出品的电影《一八九四·甲午大海战》于2012年7月6日公映，是主要描写北洋水师、甲午海战的影视作品。